# Dalton Vigh
Dalton Vigh de Sousa Vales (Rio de Janeiro, 10 luglio 1964) è un attore brasiliano di origini portoghesi e ungheresi.

## Biografia
Laureato presso l'Università Metodista di San Paolo, ha interpretato il rivoluzionario italiano Luigi Rossetti in Garibaldi, l'eroe dei due mondi.
Sposato dal 2012, ha due figli maschi gemelli.

## Filmografia

### Cinema
- O Porão, regia di Cláudio Ferraraz Jr. - cortometraggio (1995)
- Por Trás do Pano, regia di Luiz Villaça (1999)
- Vida de Menina, regia di Helena Solberg (2003)
- Mais Uma Vez Amor, regia di Rosane Svartman (2005)
- Mulheres do Brasil, regia di Malu De Martino (2006)
- Corpos Celestes, regia di Marcos Jorge e Fernando Severo (2009)
- Jogo da Memória, regia di Jimi Figueiredo (2014)
- Meu Amigo Hindu, regia di Héctor Babenco (2015)
- A Comédia Divina, regia di Toni Venturi (2017)
- Niente da perdere (Nada a Perder), regia di Alexandre Avancini (2018)
- Kardec, regia di Wagner de Assis (2019)
- Nada a Perder 2, regia di Alexandre Avancini (2019)
- A Divisão, regia di Vicente Amorim (2020)

### Televisione
- Malhação – serial TV (1995)
- Tocaia Grande – serial TV (1995)
- Os ossos do barão – serial TV (1997)
- Estrela de Fogo – serial TV (1998)
- Xica da Silva – serial TV, 230 episodi (1996-1998)
- Andando Nas Nuvens – serial TV (1999)
- Pérola Negra – serial TV, 194 episodi (1998-1999)
- Sãos & Salvos! – serie TV, episodio 1x11 (2000)
- Vidas Cruzadas – serial TV, 127 episodi (2000-2001)
- Terra nostra (1999)
- O clone (2001)
- Os Normais (episodio: "O Normal a Ser Feito") (2002)
- Garibaldi, l'eroe dei due mondi; altro titolo: La casa delle sette donne (A casa das sete mulheres) - telenovela (2003)
- Começar de Novo (2004)
- Sob Nova Direção (2005)
- Linha Direta Justiça (episodio: "O Incêndio do Gran Circus Norte-American") (2006)
- O Profeta (2006)
- Duas caras (2007)
- Casos e Acasos (2008)
- Episódio Especial (2008)
- Negócio da China (2008)
- Cinquentinha (2009)
- As Cariocas (episodio: "A Adúltera da Urca") (2010)
- S.O.S. Emergência (2010)
- Na Forma da Lei (2010)
- Amor em quatro atos (2011)
- Lara com Z (2011)
- Fina estampa (2011)
- As Brasileiras (episodio: "A Doméstica de Vitória") (2012)
- Salve Jorge (2012)
- I Love Paraisópolis (2015)
- Liberdade, Liberdade (2016)
- As Aventuras de Poliana (2018)

#### Presentatore
- Top TV (2000)

## Teatro
- A Semente
- Futuro do Pretérito
- As Viúvas
- Camila Baker
- Os Sete Gatinhos
- Medeia
- Nunca se Sábado
- A Importância de ser Fiel
- Noite de Reis (lectura)
- Cloaca
- Vamos
- Azul Resplendor